# George William Palmer (Politiker, 1818)

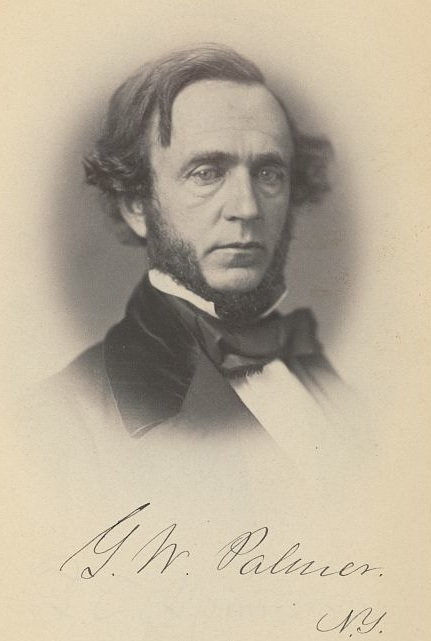
George William Palmer

George William Palmer (* 13. Januar 1818 in Hoosick, New York; † 12. März 1916 in Plattsburgh, New York) war ein US-amerikanischer Jurist und Politiker. Zwischen 1857 und 1861 vertrat er den Bundesstaat New York im US-Repräsentantenhaus. Der Kongressabgeordnete John Palmer war sein Onkel und der Kongressabgeordnete William E. Haynes war sein Cousin.

## Werdegang
George William Palmer wurde ungefähr drei Jahre nach dem Ende des Britisch-Amerikanischen Krieges in Hoosick im Rensselaer County geboren. Er besuchte Gemeinschaftsschulen, die Schodack Academy in Schodack und das Yale College. Danach studierte er Jura. Seine Zulassung als Anwalt erhielt er um 1840 und begann dann in Plattsburgh zu praktizieren. Er war als Vormundschafts- und Nachlassrichter (surrogate) im Clinton County tätig. Politisch gehörte er der Republikanischen Partei an.
Bei den Kongresswahlen des Jahres 1856 für den 35. Kongress wurde Palmer im 16. Wahlbezirk von New York in das US-Repräsentantenhaus in Washington, D.C. gewählt, wo er nach dem 4. März 1857 die Nachfolge von George A. Simmons antrat. Nach einer erfolgreichen Wiederwahl verzichtete er im Jahr 1860 auf eine erneute Kandidatur und schied nach dem 3. März 1861 aus dem Kongress aus. Als Kongressabgeordneter hatte er den Vorsitz über das Committee on Expenditures im Post Office Department (35. Kongress).
Nach seiner Kongresszeit nahm er 1864 als Delegierter an der Republican National Convention in Baltimore teil. Präsident Abraham Lincoln ernannte ihn zum US-Konsul in Kreta. 1866 wurde er Bundesrichter am International Court for Suppression of Slave Trade an der Westküste von Afrika – eine Stellung, die er bis zu seinem Rücktritt 1870 innehatte. Er saß in den Jahren 1884 und 1885 in der New York State Assembly. Palmer war als Eisenhersteller in Clinton tätig. Am 12. März 1916 verstarb er in Plattsburgh und wurde dann auf dem Riverside Cemetery beigesetzt.